# Третья англо-маратхская война
Третья англо-маратхская война (1817—1818) — завершающая из серии войн между Британской Ост-Индской компанией и Маратхской конфедерацией, крупнейшая для Великобритании по числу задействованных войск кампания в Индии. В результате этой войны Ост-Индская компания получила контроль над большей частью территории Индии.

## Предыстория
В своих войнах маратхи, наряду со своей знаменитой кавалерией, обычно использовали пиндари — иррегулярные формирования, которые не получали платы, а существовали за счёт грабежа побеждённых. После второй англо-маратхской войны многочисленные банды пиндари, пополняемые за счёт разорённых крестьян и ремесленников, стали совершать регулярные набеги сначала на различные княжества центральной и северо-западной Индии, а затем и на территории, подконтрольные англичанам. После того, как в 1815 году 20 тысяч пиндари вторглись на территорию Мадрасского президентства и разорили 300 деревень, а потом подобные набеги повторились в 1816 и 1817 годах, Компания снарядила в 1817 году большую военную экспедицию против пиндари.
После второй англо-маратхской войны ряд маратхских князей, ранее подчинявшихся пешве (в это время им был Баджи-рао II), перешли под британский контроль, в частности под британский протекторат перешло княжество Барода, где правила династия Гаеквад. Посланный Гаеквадами к пешве в Пуну посол Гангадхар Шастри, который должен был обсудить вопросы, связанные со сбором налогов, был убит, и в организации убийства подозревали министра пешвы Тримбак Денгле. Воспользовавшись подвернувшейся возможностью (посол находился под британской защитой), англичане вынудили пешву подписать 13 июня 1817 года договор, в соответствии с которым тот признавал вину Денгле, отказывался от претензий на Бароду и передавал британцам ряд территорий, а также более не мог вести самостоятельную внешнюю политику. Британский резидент в Пуне Маунтстюарт Эльфинстон также потребовал, чтобы пешва распустил кавалерию. Пешва подчинился и распустил кавалерию, но при этом предупредил распускаемых, чтобы они были готовы вновь вернуться в строй, и выплатил им жалованье за 7 месяцев вперёд, а генералу Бапу Гокхале приказал начать подготовку к войне. Гокхале начал секретный набор войск и принялся за ремонт крепостей, делались попытки переманить британских сипаев и нанять европейцев.
Благодаря своей агентуре Эльфинстон был в курсе планов и приготовлений маратхов. По его оценкам, силы маратхов насчитывали в сумме 81 тысячу пехоты, 106 тысяч кавалерии и 589 пушек, из которых в непосредственном подчинении пешвы было 14 тысяч пехотинцев, 28 тысяч кавалеристов и 37 пушек, у правившего в Индауре рода Холкар — 8 тысяч пехотинцев, 20 тысяч кавалеристов и 107 пушек, у правившего в Гвалиоре рода Шинде — 16 тысяч пехотинцев, 15 тысяч кавалеристов и 140 пушек, а у правившего в Нагпуре рода Бхонсле — 18 тысяч пехотинцев, 16 тысяч кавалеристов и 85 пушек. 
Находившийся в Раджпутане союзник маратхов пуштун Мухаммад Амир Хан, правивший княжеством Тонк, имел 10 тысяч пехотинцев, 12 тысяч кавалеристов и 200 пушек. Такие вожди пиндари, как Сету (имел в подчинении 10 тысяч кавалеристов), Карим-хан (6 тысяч кавалеристов) и Дост Мохаммад (4 тысячи кавалеристов) были союзниками Шинде, а Тулси (2 тысячи кавалеристов), Имам Бакш (2 тысячи кавалеристов), Сахиб-хан (тысяча кавалеристов), Кадир Бакш (21,5 тысячи кавалеристов), Натху (750 кавалеристов) и Бапу (150 кавалеристов) — Холкара; они совершали набеги на британские территории с ведома своих покровителей.
Командующий британскими войсками Фрэнсис Роудон-Гастингс для войны против пиндари собрал крупнейший в истории Британской Индии воинский контингент — 110.400 человек. Эти силы были разделены на две армии: Бенгальская армия на севере (40 тысяч человек под командованием самого Роудон-Гастингса), и армия Декхана на юге (70.400 человек под командованием генерала Хислопа). Чтобы лишить пиндари базы, было предпринято давление на маратхов. После перехвата переписки между Шинде и Непалом, из которой следовало, что Шинде пытаются сколотить с Непалом и пешвой антибританскую коалицию, княжество Гвалиор было вынуждено оказать помощь британцам и прекратить формирование на своей территории новых банд. Мухаммад Амир Хан распустил свою армию в обмен на гарантию его власти в княжестве Тонк; он продал свои пушки британцам и согласился препятствовать использованию бандами пиндари территории Тонка.

## Ход войны

### Война спиндари
В октябре и начале ноября первая дивизия Бенгальской армии выдвинулась в Синд, вторая — в Чамбал, третья — к востоку от Нармады, резервная дивизия наблюдала за Амир Ханом. В результате такого расположения Шинде и Амир Хан оказались отрезанными от союзников, и были вынуждены соблюдать подписанные договорённости. Первая и третья дивизии армии Декхана сконцентрировались у Харды, чтобы контролировать броды через Нармаду, вторая дивизия разместилась у Малкапура для наблюдения за Берарскими Гхатами, четвёртая дивизия оккупировала район между Пуной и Амравати, пятая дивизия разместилась в Хошангабаде, резервная дивизия — между реками Бхима и Кришна.
Пиндари оказались окружены со всех сторон, им было некуда отступать. В результате британского наступления силы пиндари были полностью уничтожены. Карим Хан сдался британцам и получил земли в Горакхпуре, остальные вожди пиндари, оставшись без войск, оказались в положении преследуемых преступников. Пиндари ожидали помощи от маратхов, но те не предоставили даже крова их семьям. Часть бандитов погибла в джунглях, некоторые пытались скрыться в деревнях, но были убиты крестьянами, помнившими их злодеяния. К концу февраля 1818 года с пиндари было покончено.

### Война спешвой
Пешва попытался использовать занятость британцев войной с пиндари, и 5 ноября 1817 года его войска (8 тысяч пехотинцев, 20 тысяч кавалеристов и 20 пушек) атаковали британцев (1 тысяча пехотинцев, 2 тысячи кавалеристов и 8 пушек) у деревни Кхадки, но были разбиты. По распоряжению Эльфинстона генерал Смит двинулся с войсками к Пуне, и 15 ноября расположился у Гхорпади. Утром 16 ноября генералы маратхов были готовы атаковать британцев, но выяснилось, что пешва с братом бежали в форт Пурандар, уведя с собой часть войск. Утром 17 ноября британцы перешли в наступление и взяли Пуну.
Пешва бежал в деревню Корегаон. 1 января к деревне подошли британские войска, и после сражения пешва бежал на юг в Карнатаку, но не получив поддержки от раджи Майсура, повернул обратно и, проскользнув мимо британцев, двинулся к Солапуру. 19 февраля британские войска перехватили отряд пешвы, и в ходе последовавшей схватки захватили раджу Сатара (сам город Сатара вместе с дворцом был взят ещё 7 февраля). Так как формально пешва был лишь первым министром при дворе императора маратхов, то после издания фирмана об освобождении его от занимаемой должности Баджи-рао II лишился своего официального положения.
10 апреля 1818 года британские войска взяли форты Синхагад и Пурандар. 3 июня 1818 года Баджи-рао II сдался британцам, и хотя факт пленения пешвы англичанами рассматривался всеми маратхами как национальное унижение, он сам, получив хороший пенсион и гарантии для своей семьи, наслаждался жизнью.

### События в Нагпуре
Мадходжи II Бхонсле пришёл к власти в Нагпуре после убийства своего слабоумного кузена Парсоджи Бхонсле. 27 мая 1816 года он заключил с британцами договор, и в княжестве разместился британский резидент Дженкинс. Во время войны резидент потребовал от Мадходжи прекратить контакты с пешвой Баджи Рао II и распустить войска, но тот вместо этого открыто поддержал пешву. Когда стало ясно, что конфликт неизбежен, Дженкинс запросил помощи у находившихся поблизости войск Компании.
29 ноября 1817 года британский отряд (1400 сипаев, 3 подразделения кавалерии и 4 6-фунтовые пушки) занял господствовавший над городом форт на холме Ситабулди. В декабре к британцам подошло ещё два отряда, но всё равно они сильно уступали маратхам в численности: под командованием Мадходжи Бхонсле было порядка 18 тысяч солдат при 36 пушках.
26 декабря 1817 года маратхи атаковали форт. Британские войска стойко держались в окружении, затем кавалерия совершила неожиданную атаку, отбросив конницу противника, и сипаи перешли в наступление вниз по склону холма, рассеяв маратхов. 27 декабря бой завершился победой британцев. Мадходжи бежал, и британский резидент объявил князем его несовершеннолетнего внука, взяв реальную власть в свои руки.

### Покорение Холкаров
Холкарам были предложены те же условия, что и Шинде (за тем исключением, что Холкары должны были ещё и признать независимость Амир Хана), но те предпочли поддержать пешву. 21 декабря 1817 года в битве при Махидпуре войска Холкаров были полностью разгромлены британцами, и династия была вынуждена 6 января 1818 года подписать в Мандесваре договор, в соответствии с которым все внешние сношения княжество могло осуществлять только через британцев, и в княжество назначался британский резидент.

## Итоги и последствия
В результате войны был ликвидирован институт пешв, их владения перешли под британское управление, а многочисленные княжества Раджпутаны, центральной и западной Индии стали формальными вассалами Компании на условиях уплаты дани и отказа в пользу Компании от самостоятельной внешней политики. Находившиеся в столицах княжеств британские «резиденты» и «политические агенты» вмешивались в их внутренние дела. В крупнейших княжествах были постоянно расквартированы гарнизоны англо-индийских войск. Следы автономии остались только в маленьких государствах Колхапур и Сатара, где правили потомки самого Шиваджи.

## Роль махаров в войне
В армию Ост-Индской компании активно вербовались махары. Они относились к «неприкасаемым», но на них возлагались задачи поддержания связей с другими кастами и обеспечения правопорядка среди прочих «неприкасаемых». Пешвы всячески угнетали «неприкасаемых». Укомплектованные махарами части бомбейских сипаев участвовали в сражении при Корегаоне 1 января 1818 г.
Махары ежегодно собираются на месте этого сражения, чтобы почтить память погибших и отметить день битвы. Но в январе 2018 г. попытка махаров отметить 200-летие битвы при Корегаоне привела к стычкам с членами высших каст. В ответ в Мумбаи и других городах штата Махараштра «неприкасаемые» повредили десятки автобусов и автомобилей, блокировали улицы,  остановили железнодорожное сообщение.